# Wyclef Jean
Wyclef Jean (Croix-des-Bouquets, 17 oktober 1969) is een Haïtiaans rapper en producer die opereert vanuit de Verenigde Staten. Hij werd voornamelijk bekend als lid van het hiphoptrio Fugees en had ook solo enkele hits.

## Biografie

### Muzikale carrière
Jean werd geboren in Croix-des-Bouquets, Haïti als zoon van een priester. Op zijn negende verhuisde hij naar Brooklyn in New York en later naar New Jersey. Hier leerde hij gitaar spelen en volgde hij een studie jazzmuziek. In 1987 begon hij samen met zijn goede vriend Prakazrel Michel (beter bekend als Pras) en Pras' klasgenootje Lauryn Hill een muziekgroep genaamd the Tranzlator Crew. Later zou deze groep beter bekend worden onder de naam Fugees.
De Fugees tekende een contract bij Ruffhouse Records. Hun eerste album, Blunted on reality, was een flop. Het tweede album, The Score, was echter een groot succes, en groeide uit tot een van de bestverkochte rapalbums aller tijden en een van de best verkochte albums van 1996.
Jean besloot vrij snel na dit succes als eerste van de groep solo te gaan. Zijn eerste soloalbum, The Carnival (volledige titel: Wyclef Jean presents The Carnival featuring the Refugee All-Stars) uit 1997 bevatte gastoptredens van Pras en Lauryn Hill, maar ook van The Neville Brothers, Celia Cruz en de I Threes, de achtergrondzangeressen van Bob Marley. Het album bracht twee hitsingles voort: We trying to stay alive (met samples van Stayin' alive van de Bee Gees) en Gone till November, opgenomen met het New York Philharmonic Orchestra.
In de jaren daarna werkte hij samen met andere artiesten: hij produceerde, schreef liedjes of maakte remixen voor een grote verscheidenheid aan artiesten, onder wie Destiny's Child (onder andere hun doorbraaksingle No no no), Sublime, Simply Red, Whitney Houston (My love is your love), Bounty Killer, Cypress Hill, Mýa, Carlos Santana (Maria Maria), The Black Eyed Peas, Sinéad O'Connor en Mick Jagger.
De Fugees hadden intussen een lange pauze ingelast, en een vervolg op The Score werd keer op keer uitgesteld. The Ecleftic: 2 sides II a book was Jeans tweede soloalbum. Op dit album werkte hij onder andere samen met Youssou N'Dour, Mary J. Blige (911), Earth, Wind & Fire, Kenny Rogers en zelfs worstelaar The Rock. Het album kreeg matige kritieken; veel recensenten noemden het album onsamenhangend.
De jaren daarop bracht hij nog twee albums uit: Masquerade uit 2002 en The preacher's son uit 2003. In 2004 kwam zijn vijfde album uit, Sak Pasé presents: Welcome to Haiti (Creole 101), waarop hij terugkeerde naar zijn Haïtiaanse roots. Het merendeel van de nummers is gezongen in het Haïtiaans-Creools, en is gebaseerd op de Haïtiaanse muziek.
In de zomer van 2006 had Jean samen met Shakira een wereldhit met het nummer Hips don't lie. In 2007 bracht hij de single Sweetest girl uit, waarop hij samenwerkt met Akon, Lil Wayne en Niia. In 2017 verschenen Jeans albums J'ouvert en Carnival III: The fall and rise of a refugee.

### Politiek
In 2010 stelde Jean zich kandidaat voor de presidentiële verkiezingen in zijn geboorteland. In 2007 kreeg Jean van de aftredende president Préval al de titel "goodwill ambassador" om de armoede en overbevolking van Haïti internationaal bekend te maken. Ook na de aardbeving in Haïti in 2010 kwam Jean vaak in de media om de gevolgen daarvan onder de aandacht te brengen. De aardbeving was voor Jean de directe aanleiding om zich in de politiek te wagen. Zijn kandidatuur werd echter geweigerd omdat hij niet aan alle voorwaarden voldeed. Jean wilde in beroep gaan tegen deze beslissing maar besloot later toch zijn kandidatuur in te trekken.
Op 19 maart 2011 werd hij neergeschoten nadat hij een verkiezingsdebat had bijgewoond. De rapper was er niet erg aan toe en kon het ziekenhuis snel verlaten.

## Discografie

### Singles
| Single met eventuele hitnotering(en) in de Nederlandse Top 40 | Datum van verschijnen | Datum van binnenkomst | Hoogste positie | Aantal weken | Opmerkingen                                                    |
| ------------------------------------------------------------- | --------------------- | --------------------- | --------------- | ------------ | -------------------------------------------------------------- |
| Guantanamera                                                  | 1997                  | 25-10-1997            | 28              | 6            | Nr. 32 in de Single Top 100                                    |
| No no no                                                      | 1998                  | 14-03-1998            | 3               | 12           | met Destiny's Child / Alarmschijf / Nr. 2 in de Single Top 100 |
| Gone till November                                            | 1998                  | 28-03-1998            | 17              | 9            | Nr. 15 in de Single Top 100                                    |
| Another one bites the dust (remix)                            | 1998                  | 10-10-1998            | 21              | 7            | met Queen, Pras en Free / Nr. 21 in de Single Top 100          |
| New day                                                       | 1999                  | 06-11-1999            | 23              | 4            | met Bono / Nr. 28 in de Single Top 100                         |
| It doesn't matter                                             | 2000                  | 22-07-2000            | 34              | 3            | met The Rock / Nr. 58 in de Single Top 100                     |
| 911                                                           | 2000                  | 18-11-2000            | 5               | 14           | met Mary J. Blige / Nr. 8 in de Single Top 100                 |
| Perfect gentleman                                             | 2001                  | 11-08-2001            | 37              | 4            | Nr. 33 in de Single Top 100                                    |
| Wish you were here                                            | 2001                  | 01-12-2001            | tip13           | -            | Nr. 100 in de Single Top 100                                   |
| Two wrongs                                                    | 2002                  | 10-08-2002            | 38              | 2            | met Claudette Ortiz / Nr. 32 in de Single Top 100              |
| One nite stand (of wolves and sheep)                          | 2002                  | 12-10-2002            | 25              | 5            | met Sarah Connor / Nr. 20 in de Single Top 100                 |
| Hips don't lie                                                | 2006                  | 15-04-2006            | 1(2wk)          | 24           | met Shakira / Alarmschijf / Nr. 1 in de Single Top 100         |
| Dar um jeito (We will find a way)                             | 2014                  | 24-05-2014            | tip17           | -            | met Santana, Avicii & Alexandre Pires                          |

| Single met hitnotering(en) in de Vlaamse Ultratop 50 | Datum van verschijnen | Datum van binnenkomst | Hoogste positie | Aantal weken | Opmerkingen                           |
| ---------------------------------------------------- | --------------------- | --------------------- | --------------- | ------------ | ------------------------------------- |
| No no no                                             | 1998                  | 18-04-1998            | tip4            | -            | met Destiny's Child                   |
| Another one bites the dust (remix)                   | 1998                  | 17-10-1998            | 13              | 9            | met Queen, Pras & Free                |
| New day                                              | 1999                  | 30-10-1999            | tip8            | -            | met Bono                              |
| 911                                                  | 2000                  | 13-01-2000            | 16              | 13           | met Mary J. Blige                     |
| Perfect gentleman                                    | 2001                  | 28-07-2001            | tip7            | -            |                                       |
| One nite stand (of wolves and sheep)                 | 2002                  | 26-10-2002            | 45              | 2            | met Sarah Connor                      |
| Party to Damascus                                    | 2003                  | 06-12-2003            | tip11           | -            | met Missy Elliott                     |
| Hips don't lie                                       | 2006                  | 22-04-2006            | 1(2wk)          | 30           | met Shakira                           |
| Antenna                                              | 2013                  | 08-06-2013            | tip37           | -            | met Fuse ODG                          |
| Dar um jeito (We will find a way)                    | 2014                  | 17-05-2014            | tip16           | -            | met Santana, Avicii & Alexandre Pires |
| Divine sorrow                                        | 2014                  | 29-11-2014            | tip23           | -            | met Avicii                            |

### Albums (solo)
- Wyclef Jean presents The Carnival (1997, met Refugee All-Stars)
- The Ecleftic: 2 sides II a book (2000)
- Masquerade (2002)
- The preacher's son (2003)
- Sak Pasé presents: Creole 101 (Welcome to Haiti) (2004)
- Carnival Vol. II: Memoirs of an Immigrant (2007)
- From the Hut, to the Projects, to the Mansion (2009)
- If I were president: My Haitian experience (2010)
- J'ouvert (2017)
- Carnival III: The fall and rise of a refugee (2017)
- Mystery (2018, met K-391 )

| Album met eventuele hitnotering(en) in de Nederlandse Album Top 100 | Datum van verschijnen | Datum van binnenkomst | Hoogste positie | Aantal weken | Opmerkingen           |
| ------------------------------------------------------------------- | --------------------- | --------------------- | --------------- | ------------ | --------------------- |
| Wyclef Jean presents The Carnival                                   | 1997                  | 28-03-1998            | 48              | 10           | met Refugee All-Stars |
| The Ecleftic                                                        | 2000                  | 02-09-2000            | 43              | 18           |                       |
| Masquerade                                                          | 2002                  | 06-07-2002            | 99              | 1            |                       |

### NPO Radio 2 Top 2000
| Nummer met noteringen in de NPO Radio 2 Top 2000 | '07  | '08 | '09  | '10  | '11  | '12 | '13  |
| ------------------------------------------------ | ---- | --- | ---- | ---- | ---- | --- | ---- |
| Hips Don't Lie (met Shakira)                     | 1275 | -   | 1968 | 1357 | 1783 | -   | 1917 |

1. ↑  Een '-' betekent dat het nummer niet was genoteerd en een vetgedrukt getal geeft de hoogste notering aan.
2. ↑  2007 was het eerste jaar met een notering voor dit nummer.
3. ↑  Deze tabel is bijgewerkt tot en met de laatste editie (2024).

- Bibsys: 1084308
- Bibliothèque nationale de France: cb14004130w (data)
- Gemeinsame Normdatei: 135061598
- International Standard Name Identifier: 0000 0001 1075 0081
- Library of Congress Control Number: no00078329
- MusicBrainz: 4f29ecd7-21a5-4c03-b9ba-d0cfe9488f8c
- Nationale Bibliotheek van Tsjechië: xx0021126
- Nationale Bibliotheek van Israël: 987007412089205171
- Système universitaire de documentation: 085189219
- Virtual International Authority File: 210113852
- WorldCat: E39PBJpYpGcK3dQrvtCcXgDH4q